# Lars Jessen

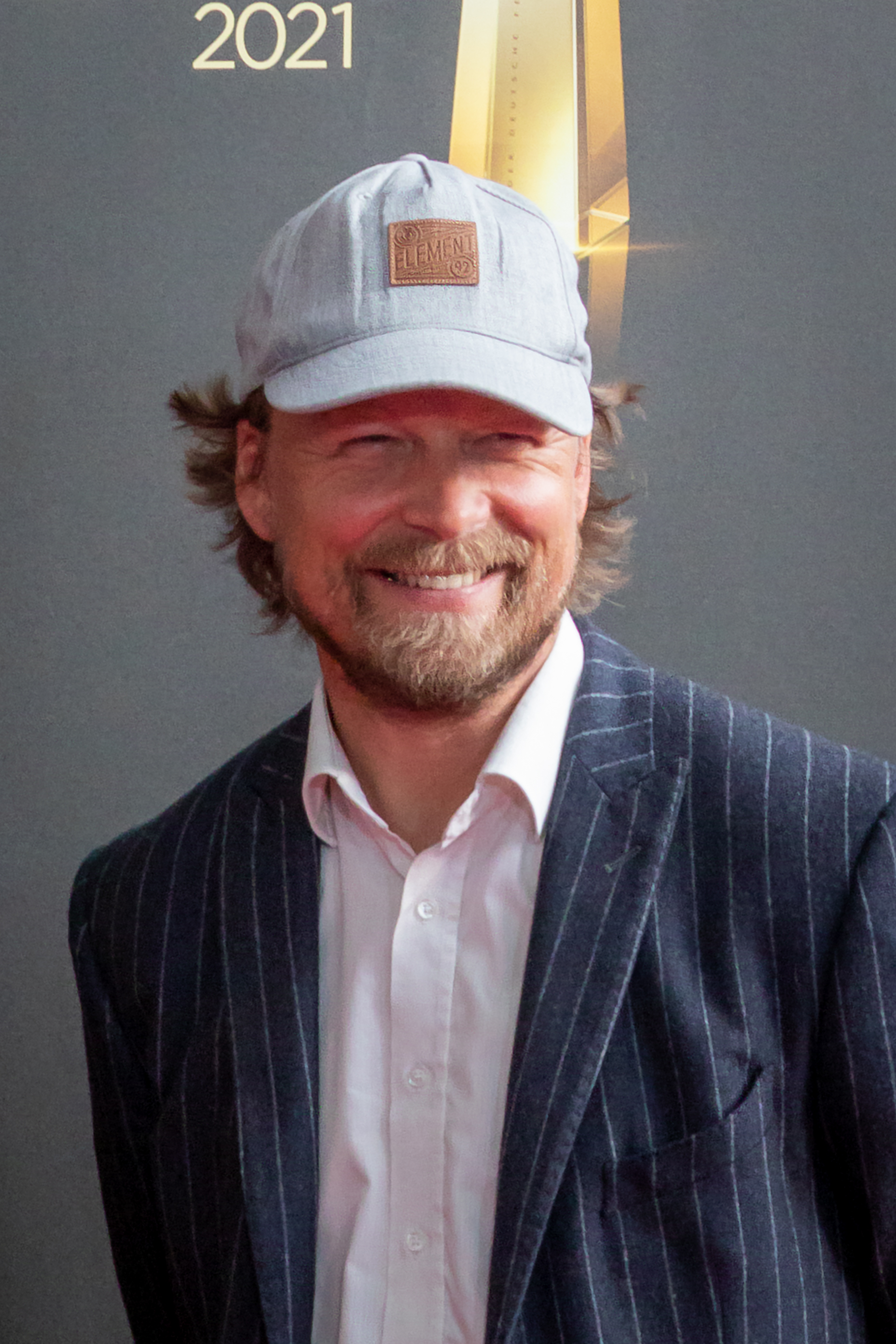
Lars Jessen (2021)

Lars Jessen (* 13. April 1969 in Kiel) ist ein deutscher Regisseur und Drehbuchautor.

## Leben
Lars Jessen ist Sohn der Erzieherin Elke Mueller-Stahl und des Hochschullehrers Klaus Jessen. Er wuchs auf im Kreis Dithmarschen. Anfang der 1980er Jahre lebte er mit seiner Mutter in einer Wohngemeinschaft in Eggstedt in der Nähe von Brokdorf. Erinnerungen daran verarbeitete Jessen in seinem Spielfilmdebüt Am Tag als Bobby Ewing starb.
Nach seinem Abitur 1988 an der Meldorfer Gelehrtenschule begann er an der Universität zu Köln ein Studium in Geschichtswissenschaft, Politik und Philosophie, das er 1995 mit dem Magister beendete. Nach einem Regievolontariat bei der ARD-Serie Lindenstraße absolvierte Jessen ein weiteres Studium Film/Fernsehen an der Kunsthochschule für Medien Köln. Mit dem Dokumentarfilm Lübke – Eine Suche nach dem Bundespräsidenten Heinrich Lübke schloss er dieses Studium ab. Jessen war ein Schüler von Horst Königstein, darüber hinaus arbeitete er über viele Jahre hinweg als Assistent des Regisseurs George Moorse.
Lars Jessen drehte zunächst Dokumentarfilme und Fernsehreportagen sowie Fernsehserien wie Großstadtrevier und Die Wache. Im Jahr 2005 gab er mit Am Tag als Bobby Ewing starb sein Kinodebüt als Regisseur gab. Für den autobiografisch inspirierten Film, für den unter anderem Peter Lohmeyer und Gabriela Maria Schmeide vor der Kamera standen, wurde Jessen mit dem Max-Ophüls-Preis ausgezeichnet.
Weitere Filme waren Die Schimmelreiter (mit Axel Prahl), die Verfilmung von Rocko Schamonis Roman Dorfpunks unter dem Titel Hochzeitspolka (mit Christian Ulmen) und die für den Grimme-Preis nominierte Mockumentary Fraktus  (von und mit Studio Braun) zu sehen. 2022 kam mit Mittagsstunde, der 300.000 Zuschauer verzeichnete, Jessens bislang erfolgreichster Film in die Deutschen Kinos.
Für das Fernsehen inszenierte Jessen Episoden für Reihen und Serien wie Tatort, Doppelter Einsatz, Mord mit Aussicht oder Polizeiruf 110, sowie die Comedy-Serie Jennifer – Sehnsucht nach was Besseres, die 2018 mit dem Deutschen Comedypreis ausgezeichnet wurde. Die Drehbücher stammen von Andreas Altenburg, mit dem Lars Jessen zur Schule gegangen ist. Auch bei der Miniserie Der letzte Cowboy sowie der Comedyserie Check. Check von und mit Klaas Heufer-Umlauf stand Jessen hinter der Kamera.
Seit 2013 fungiert Lars Jessen auch als Produzent und Gesellschafter der Florida Film, die er unter anderen mit Klaas Heufer-Umlauf und Joko Winterscheidt betreibt. Neben seinen eigenen Arbeiten steht dabei die Zusammenarbeit mit Charly Hübner und Jan Georg Schütte im Vordergrund.
2014 entstand Krugsterben, ein kurzer Dokumentarfilm über aussterbende Landgasthöfe, der in der Reihe 16 X Deutschland als Vertreter Schleswig-Holsteins in der ARD ausgestrahlt wurde. Jessen produzierte den abendfüllenden Dokumentarfilm Wildes Herz unter er Regie von Charly Hübner und Sebastian Schultz, der aus dem Beitrag Mecklenburg-Vorpommerns zu dieser Reihe entstand und 2018 erfolgreich im Kino lief.
Jessen inszenierte die Fernsehfilme Mein gebrauchter Mann (mit Christiane Paul), der mit der Goldenen Kamera ausgezeichnete Jürgen – Heute wird gelebt (Hauptrolle und Drehbuch Heinz Strunk) und Vadder, Kutter, Sohn (mit Axel Prahl und Jonas Nay). Im ersten Sommer der Coronavirus-Pandemie 2020 inszenierte er mit Jan Georg Schütte den Film Für immer Sommer 90, zu dem die beiden gemeinsam mit Hauptdarsteller Charly Hübner auch das Drehbuch erarbeiteten. Der Film wurde 2021 mit dem Grimme-Preis sowie mit dem Deutschen Fernsehpreis ausgezeichnet.
2020 erhielt Lars Jessen den Kunstpreis des Landes Schleswig-Holstein. Vier Jahre später übernahm er bei der Verleihung des Deutschen Filmpreises 2024 gemeinsam mit der Autorin Samira El Ouassil die künstlerische Leitung.
Ein Anliegen von Lars Jessen ist die Transformation der Filmindustrie in Richtung Nachhaltigkeit und Ökologie. Er arbeitete mit bei der Ausgestaltung des Grünen Drehpasses der MOIN Filmförderung Hamburg Schleswig-Holstein, bei dem Arbeitskreis Green Shooting und bei der Etablierung des Labels Green Motion, mit darin definierten ökologischen Mindeststandards in der deutschen TV- und Filmindustrie.
Lars Jessen ist verheiratet und hat drei Söhne. Er lebt in Hamburg. Seine Schwester ist die Schauspielerin Miriam Mueller-Stahl, die des Öfteren schon unter der Regie ihres Bruders gespielt hat. Gemeinsam mit seiner Frau Kirsten Jessen gehört er zum Stifterkreis der Hamburger Was-Tun-Stiftung. Er ist außerdem Teil der von Maja Göpel gegründeten Organisation Mission Wertvoll.

## Filmografie

### Fernsehserien
- 1999: Die Wache
- 2001: Großstadtrevier (2001–2004)
- 2004: SOKO Wismar (2004–2005)
- 2005: Der Dicke
- 2006: Da kommt Kalle (Regisseur, Drehbuchautor)
- 2006: Heimatgeschichten
- 2007: Doppelter Einsatz (Regisseur, Drehbuchautor)
- 2008: Einsatz in Hamburg
- 2012: Mord mit Aussicht
- 2015: Jennifer – Sehnsucht nach was Besseres
- 2016: Der letzte Cowboy (Miniserie)
- 2019: Check Check

### Fernsehfilme
- 2005: Zwei gegen zwei
- 2008: Tatort: Borowski und die einsamen Herzen (Fernsehreihe)
- 2009: Butter bei die Fische (Heimatfilm)
- 2010: 2 für alle Fälle (Kriminalkomödie)
- 2011: Fischer fischt Frau (Heimatfilm)
- 2011: Balthasar Berg – Sylt sehen und sterben
- 2013: Tatort: Die chinesische Prinzessin
- 2015: Mein gebrauchter Mann
- 2016: Tatort: Feierstunde
- 2017: Jürgen – Heute wird gelebt
- 2017: Tatort: Gott ist auch nur ein Mensch
- 2017: Vadder, Kutter, Sohn
- 2019: Polizeiruf 110: Kindeswohl
- 2021: Für immer Sommer 90 (Miniserie, Produzent, Autor, Regisseur)
- 2024: Alle nicht ganz dicht
- 2024: Micha denkt groß (Buch, Regie)

### Kinofilme
- 2005: Am Tag als Bobby Ewing starb (Regisseur, Drehbuchautor)
- 2008: Die Schimmelreiter (Regisseur, Drehbuchautor)
- 2009: Dorfpunks (Regisseur)
- 2010: Hochzeitspolka (Regisseur, Co-Autor)
- 2012: Fraktus (Regisseur, Co-Autor)
- 2017: Wildes Herz (Produzent)
- 2022: Mittagsstunde (Regisseur und Produzent)
- 2025: Amrum (Schauspieler)

## Auszeichnungen
- 2005: Max-Ophüls-Preis für Am Tag als Bobby Ewing starb
- 2006: Preis für besondere Verdienste um das Filmland Schleswig-Holstein
- 2017: (als Produzent) Förderpreis der DEFA-Stiftung, Dokumentarfilmpreis des Goethe-Instituts, Preis der Dienstleistungsgewerkschaft Verdi, Gedanken-Aufschluss-Preis für Wildes Herz auf dem DOK Leipzig.
- 2018: Goldene Kamera für Jürgen – Heute wird gelebt
- 2018: Deutscher Comedypreis für die Beste Sitcom für Jennifer – Sehnsucht nach was Besseres,
- 2018: (als Produzent) Gilde-Filmpreis, Preis für Popkultur in der Kategorie „Schönste Geschichte“für Wildes Herz

- 2020: Kunstpreis des Landes Schleswig-Holstein
- 2021: Grimme-Preis für Für immer Sommer 90[9]
- 2021: Deutscher Fernsehpreis für Für immer Sommer 90
- 2022: Gilde-Filmpreis für Mittagsstunde